# عدنان دباغ
عدنان بن عبد القادر دباغ سياسي وضابط سوري ووزير سابق، من مواليد حلب.

## المناصب
تدرج عدنان دباغ في الرتب العسكرية حتى وصل لرتبة لواء. وشغل عدة مناصب:
- الشرطة العسكرية في حمص عام 1963م
- منصب رئيس المخابرات العامة بين 1970م لغاية 1976م.[1][2][3][4]
- وزير الداخلية 1976م–1980م[5][6]
- وزير الإدارة المحلية 14 كانون الثاني 1980 لغاية 11 آذار 1981م.[7]

## حياتة العائلية
عدنان دباغ زوجتة سعادة العطري. لها أخت واحدة فقط سحر العطري زوجة فواز الأخرس وسحر العطري هي ام اسماء الاسد.

## وفاته
توفي عدنان دباغ 27 كانون الأول 1981.